# Lermontovo
Lermontovo (del armenio: Լերմոնտովո) es una localidad del raión de Gugark, en la Marz de Lorri, Armenia, con una población censada en octubre de 2011 de 912 habitantes. 
Se encuentra ubicada al sureste de la provincia, a poca distancia del río Debet —un afluente derecho del río Kurá— y de la frontera con las provincias de Kotayk' y Tavush.